# Laurie R. King

Unterschrift von Laurie R. King

Laurie R. King (* 1952 in Oakland) ist eine US-amerikanische Schriftstellerin.

## Leben
King wuchs in Santa Cruz und San Francisco auf. Sie studierte Theologie sowohl im Bachelor als auch im Master an den Universitäten von Santa Cruz und Berkeley. Später bereiste sie mit ihrem Mann zwanzig Länder auf fünf Kontinenten. Ihr erstes Buch The Beekeeper's Apprentice (dt. Die Gehilfin des Bienenzüchters) entstand 1987 und wurde 1994 veröffentlicht. Es bildet den Auftakt einer Reihe von Pastiche-Krimis mit den Hauptfiguren Mary Russell und Sherlock Holmes.
King lebt mit ihrer Familie im kalifornischen Watsonville.

## Werke

### Mary-Russell-Reihe
- 1994: The Beekeeper's Apprentice (dt. Die Gehilfin des Bienenzüchters, ISBN 3-499-23836-5)
- 1995: A Monstrous Regiment of Women (dt. Tödliches Testament, ISBN 3-499-23970-1)
- 1997: A Letter of Mary (dt. Die Apostelin, ISBN 3-499-22182-9)
- 1997: Mrs Hudson's Case (Kurzgeschichte/Novelle)
- 1998: The Moor (dt. Das Moor von Baskerville, ISBN 3-499-22416-X)
- 1999: O Jerusalem (ISBN 978-0-553-38324-9)
- 2002: Justice Hall (ISBN 978-0-553-38171-9)
- 2004: The Game (ISBN 978-0-553-38637-0)
- 2005: Locked Rooms (ISBN 978-0-553-38638-7)
- 2009: The Language of Bees (ISBN 978-0-553-58834-7)
- 2009: A Venomous Death (Kurzgeschichte/Novelle)
- 2009: My Story (Kurzgeschichte/Novelle)
- 2010: The God of the Hive (ISBN 978-0-553-59041-8)
- 2010: A Case in Correspondence (Kurzgeschichte/Novelle)
- 2011: Pirate King (ISBN 978-0-553-38675-2)
- 2011: Beekeeping for Beginners (dt. Mord an der Königin, Kurzgeschichte/Novelle)
- 2012: Garment of Shadows (ISBN 978-0-553-38676-9)
- 2014: Mary's Christmas (Kurzgeschichte/Novelle)
- 2014: The Mary Russell Companion (Begleitbuch zu der Mary-Russell-Reihe)
- 2015: Dreaming Spies (ISBN 978-0-345-53181-0)
- 2015: Mary Russell's War (Kurzgeschichte/Novelle, ISBN 978-1-4642-0733-4)
- 2016: The Murder of Mary Russel (ISBN 978-0-8041-7792-4)
- 2016: The Marriage of Mary Russell (Kurzgeschichte/Novelle)
- 2016: Stately Holmes (Kurzgeschichte/Novelle)
- 2018: Island of the Mad (ISBN 978-0-8041-7796-2)
- 2020: Riviera Gold: A novel of suspense featuring Mary Russell and Sherlock Holmes (ISBN 978-0-525-62083-9)
- 2021: Castle Shade (ISBN 978-0-525-62086-0)

### Kate-Martinelli-Reihe
- 1993: A Grave Talent (dt. Die Farbe des Todes / Was niemand sieht und niemand weiß / Ein Supertalent, ISBN 978-1-250-04655-0)
- 1995: To Play the Fool (dt. Die Maske des Narren, ISBN 978-1-250-04658-1)
- 1996: With Child (dt. Geh mit keinem Fremden, ISBN 978-0-553-57458-6)
- 2000: Night Work (dt. Wer Rache schwört, ISBN 978-0-553-57825-6)
- 2006: The Art of Detection (ISBN 978-0-553-58833-0)
- 2019: Beginnings (ISBN 978-1-7324647-2-8)

### Stuyvesant & Grey
- 2007: Touchstone (ISBN 978-0-553-58666-4)
- 2013: The Bones of Paris (ISBN 978-0-345-53178-0)

### Andere
- 1999: A Darker Place (UK: The birth of a new moon, dt. Die Feuerprobe, ISBN 978-0-553-57824-9)
- 2001: Folly (dt. Die Insel der flüsternden Stimmen, ISBN 978-0-553-38151-1)
- 2003: Keeping Watch (ISBN 978-0-553-38252-5)
- 2004: Califia's Daughters (als Leigh Richards, ISBN 978-0-553-58667-1)
- 2017: Lockdown (ISBN 978-0-8041-7793-1)

### Kollaborationen
- 2002: Intro to The Hound of the Baskervilles (ISBN 978-0-8129-6606-0)
- 2002: Writing Mysteries (2nd Ed.) (ISBN 978-1-58297-102-5)
- 2011: A Study in Sherlock: Stories inspired by the Holmes canon (ISBN 978-0-85768-932-0)
- 2011: The Grand Game: A Celebration of Sherlockian Scholarship (Vol. 1)
- 2012: The Grand Game: A Celebration of Sherlockian Scholarship (Vol. 2)
- 2012: My Bookstore: Writers Celebrate Their Favorite Places to Browse, Read, and Shop (ISBN 978-1-57912-910-1)
- 2012: Books to Die For: The World's Greatest Mystery Writers on the World's Greatest Mystery Novels (ISBN 978-1-4516-9657-8)
- 2012: Crime and Thriller Writing: A Writers’ & Artists’ Companion (ISBN 978-1-4725-2393-8)
- 2014: Writes of Passage (ISBN 978-1-941962-19-0)
- 2014: In the Company of Sherlock Holmes: Stories Inspired by the Holmes Canon (ISBN 978-1-60598-917-4)
- 2015: Not in Kansas Anymore, TOTO (ISBN 978-0-9677590-7-4)
- 2016: Echoes of Sherlock Holmes (ISBN 978-1-68177-546-3)
- 2017: Anatomy of Innocence
- 2018: For the Sake of the Game (ISBN 978-1-68177-879-2)
- 2020: Deadly Anniversaries (ISBN 978-1-335-04494-5)
- 2020: In League with Sherlock Holmes (ISBN 978-1-64313-583-0)

## Auszeichnungen
- 1994: Edgar Allan Poe Award – Kategorie Bester Erstlingsroman für A Grave Talent (dt. Die Farbe des Todes)
- 1995: John Creasey Memorial Award als bestes Erstlingswerk für A Grave Talent
- 1996: Nero Wolfe Award – Kategorie Bester Roman für A Monstrous Regiment of Women (dt. Tödliches Testament)
- 2002: Macavity Award – Kategorie Bester Roman für Folly (dt. Die Insel der flüsternden Stimmen)
- 2006: Lambda Literary Award – Kategorie: Lesbian Mystery für The Art of Detection
- 2016: Agatha Award – Kategorie: Bester historischer Roman für Dreaming Spies